# Bythonia kalypso
Bythonia kalypso är en insektsart som beskrevs av Rauno E. Linnavuori 1959. Bythonia kalypso ingår i släktet Bythonia och familjen dvärgstritar. Inga underarter finns listade i Catalogue of Life.